# Пекшево (Волоколамський район)
Пекшево  (рос. Пекшево) - присілок, підпорядкований місту Волоколамську Московської області Російської Федерації.
Муніципальне утворення — Волоколамський міський округ. У 2006-2019 роках органом місцевого самоврядування було сільське поселення Теряєвське. Населення становить 2 особи (2013).

## Історія
З 14 січня 1929 року входить до складу новоутвореної Московської області. Раніше належало до Волоколамського повіту Московської губернії. Належало до Волоколамського району до його ліквідації 9 червня 2019 року.
Сучасне адміністративне підпорядкування з 2019 року.

## Населення
| 1852 | 1859 | 1890 | 1899 | 1926 | 2002 | 2006 |
| ---- | ---- | ---- | ---- | ---- | ---- | ---- |
| 97   | ↗101 | ↗144 | ↘126 | ↗154 | ↘1   | ↘0   |
| 2010 |      |      |      |      |      |      |
| ↗2   |      |      |      |      |      |      |